# Associació d'Amics del Barri de Sant Just
Associació d'Amics del Barri de Sant Just és una associació creada el 1985 al barri de Sant Just al districte de Ciutat Vella de Barcelona que va agrupar un conjunt de veïnes i veïns interessats en la millora de les condicions del barri i el foment de les activitats cíviques i socials.
L'Associació ha combinat de manera permanent, tant actuacions en l'àmbit de participació ciutadana (reclamació de serveis i equipaments i col·laboració en la millora de l'entorn urbà), com en les activitats lúdiques i culturals (Carnestoltes, Festes de Primavera, Castanyada, etc.). Moltes de les activitats de les festes s'han consolidat amb els anys i quasi formen part de la tradició del barri: el concurs de pintura ràpida, el mercat de plantes i flors, la projecció de cinema a la plaça, els balls de gegants, el sopar de veïns a la plaça, els balls populars, les castanyades... El 2002 va rebre la Medalla d'Honor de Barcelona.